# Aqtöbe
Aqtöbe (kasachisch Ақтөбе, russisch Актобе Aktobe; bis 1999 Актюбинск Aktjubinsk; wörtlich übersetzt „weißer Hügel“) ist eine Stadt in Kasachstan. Sie befindet sich im Nordwesten des Landes am Fluss Ilek unweit der Grenze zu Russland, rund 220 Kilometer südlich von Orenburg. Mit 584.769 Einwohnern (Stand 1. Januar 2025) ist sie zugleich das Verwaltungszentrum und größte Stadt des Gebietes Aqtöbe.
Gegründet wurde die Stadt im Jahr 1869 als Festung durch russische Truppen. Bereits 1891 erhielt der Ort das Stadtrecht und wurde dem Oblast Turgai zugeordnet. Vor allem zu sowjetischer Zeit begann ab den 1940er Jahren die wirtschaftliche Entwicklung der Stadt. Aufgrund der Nähe großer Rohstoffvorkommen, vor allem Chromit, wurde Aqtöbe zu einer bedeutenden Industriestadt.

## Geografie

### Geographische Lage
Aqtöbe befindet sich im nordwestlichen Teil des zentralasiatischen Landes unweit der Grenze zu Russland. Sie ist Hauptstadt des gleichnamigen Gebietes und liegt am linken Ural-Nebenfluss Ilek.

### Klima
|                       | Jan   | Feb   | Mär   | Apr  | Mai  | Jun  | Jul  | Aug  | Sep  | Okt  | Nov  | Dez   |   |      |
| Mittl. Tagesmax. (°C) | −10,9 | −10,3 | −2,9  | 10,9 | 21,9 | 26,7 | 29,3 | 27,6 | 20,8 | 10,0 | −0,4 | −7,6  | ⌀ | 9,7  |
| Mittl. Tagesmin. (°C) | −19,8 | −19,7 | −12,7 | −0,4 | 7,4  | 12,8 | 15,2 | 13,2 | 6,8  | −0,6 | −7,8 | −16,4 | ⌀ | −1,7 |
|                       |       |       |       |      |      |      |      |      |      |      |      |       |   |      |
| Niederschlag (mm)     | 21    | 19    | 22    | 26   | 27   | 33   | 30   | 27   | 23   | 31   | 27   | 25    | Σ | 311  |
|                       |       |       |       |      |      |      |      |      |      |      |      |       |   |      |
| Sonnenstunden (h/d)   | 2,8   | 4,7   | 5,7   | 7,9  | 10,0 | 10,6 | 10,7 | 9,7  | 7,6  | 4,4  | 2,6  | 2,2   | ⌀ | 6,6  |
|                       |       |       |       |      |      |      |      |      |      |      |      |       |   |      |
| Regentage (d)         | 6     | 5     | 5     | 5    | 5    | 5    | 5    | 4    | 5    | 6    | 5    | 6     | Σ | 62   |
|                       |       |       |       |      |      |      |      |      |      |      |      |       |   |      |
| Luftfeuchtigkeit (%)  | 79    | 78    | 82    | 63   | 51   | 53   | 54   | 50   | 57   | 70   | 80   | 79    | ⌀ | 66,3 |

| −19,8 |

| −19,7 |

| −12,7 |

| −0,4 |

| 7,4 |

| 12,8 |

| 15,2 |

| 13,2 |

| 6,8 |

| −0,6 |

| −7,8 |

| −16,4 |

| −19,8 |

| −19,7 |

| −12,7 |

| −0,4 |

| 7,4 |

| 12,8 |

| 15,2 |

| 13,2 |

| 6,8 |

| −0,6 |

| −7,8 |

| −16,4 |

## Geschichte
Aqtöbe wurde als eine Festung im Jahr 1869 gegründet; ihr russischer Name war Aktjubinsk. Im Jahr 1891 wurde die Stadt und deren Umland dem Gebiet Turgai zugeordnet. Wegen der nahe gelegenen Erzlagerstätten haben sich dort für die Stadt sehr bedeutende Eisenlegierungs- und Chromindustrien angesiedelt. Durch die Expansion der metallurgischen Industrie während des Zweiten Weltkrieges wuchs die Stadt in dieser Zeit schnell. In Aqtöbe bestand das Kriegsgefangenenlager 222, Aktjubinsk, für deutsche Kriegsgefangene des Zweiten Weltkriegs. Ein Gedenkkreuz für die Toten des Lagers befindet sich oberhalb des Ortsteiles Kirpitschny.
Im Mai 2011 fanden in Aqtöbe zwei Selbstmordanschläge auf einen Sitz der Sicherheitskräfte statt. Beim ersten Anschlag am 17. Mai wurde der Täter getötet und drei Personen verletzt. Ein weiterer Anschlag ereignete sich am 24. Mai.
Am 5. Juni 2016 kam es in der Stadt erneut zu einem Terroranschlag mit bewaffneten Angriffen auf zwei Waffengeschäfte und einen Stützpunkt der kasachischen Nationalgarde. Dabei wurden insgesamt 17 Personen getötet, darunter elf Angreifer, sowie mehrere Personen verletzt. Die kasachischen Behörden begannen nach dem Angriff einen Anti-Terror-Einsatz in der Stadt, um die Verbliebenen der etwa 20 Angreifer zu fassen.

## Politik

### Bürgermeister
Derzeitiger Bürgermeister (Äkim) von Aqtöbe ist seit dem 16. März 2020 Aschat Schacharow. Während sowjetischer Zeit stand der Stadtverwaltung der Vorsitzende des Exekutivausschusses vor. Nachfolgend die Bürgermeister der Stadt seit 1996:
- Jeleussin Saghyndyqow (1996–2002)
- Qajyrqoscha Jeleussisow (2002–2004)
- Serikschan Muqaschew (2004–2005)
- Abai Sadyqow (2005–2006)
- Serik Nokin (2006–2008)
- Archimed Muchambetow (2008–2011)
- Nurmuchambet Äbdibekow (2011–2012)
- Jerchan Umarow (2012–2015)
- Bekbol Saghyn (2015–2015)
- Ilijas Ispanow (2016–2019)
- Mawr Abdullin (2019–2020)
- Aschat Schacharow (seit 2020)

### Städtepartnerschaften
Zwischen der Stadt Aqtöbe und der Stadt Sehnde in der Region Hannover, Niedersachsen, Deutschland besteht seit den 1990er Jahren eine Städtepartnerschaft, die durch mehrere Austauschprogramme gefestigt wurde. Aufgrund der Entfernungen der beiden Orte und der Veränderungen in Kasachstan wird diese Partnerschaft zwischenzeitlich nicht weiter betrieben (Quelle: Stadt Sehnde).

## Bevölkerung
In Aqtöbe leben 500.757 Einwohner (2020).
| Jahr  | Einwohner |
| ----- | --------- |
| 1897¹ | 2.817     |
| 1926¹ | 20.861    |
| 1939¹ | 48.749    |
| 1959¹ | 96.680    |
| 1970¹ | 149.914   |
| 1979¹ | 190.569   |

| Jahr  | Einwohner |
| ----- | --------- |
| 1989¹ | 253.532   |
| 1999¹ | 253.088   |
| 2004  | 249.759   |
| 2005  | 253.952   |
| 2006  | 258.014   |
| 2007  | 262.830   |

| Jahr  | Einwohner |
| ----- | --------- |
| 2008  | 268.644   |
| 2009¹ | 345.687   |
| 2010  | 348.956   |
| 2011  | 361.258   |
| 2012  | 367.391   |
| 2013  | 371.357   |

| Jahr | Einwohner |
| ---- | --------- |
| 2014 | 377.752   |
| 2015 | 387.807   |
| 2016 | 450.154   |
| 2018 | 476.967   |
| 2019 | 487.994   |
| 2020 | 500.757   |

¹ Volkszählungsergebnis

## Kultur und Sehenswürdigkeiten

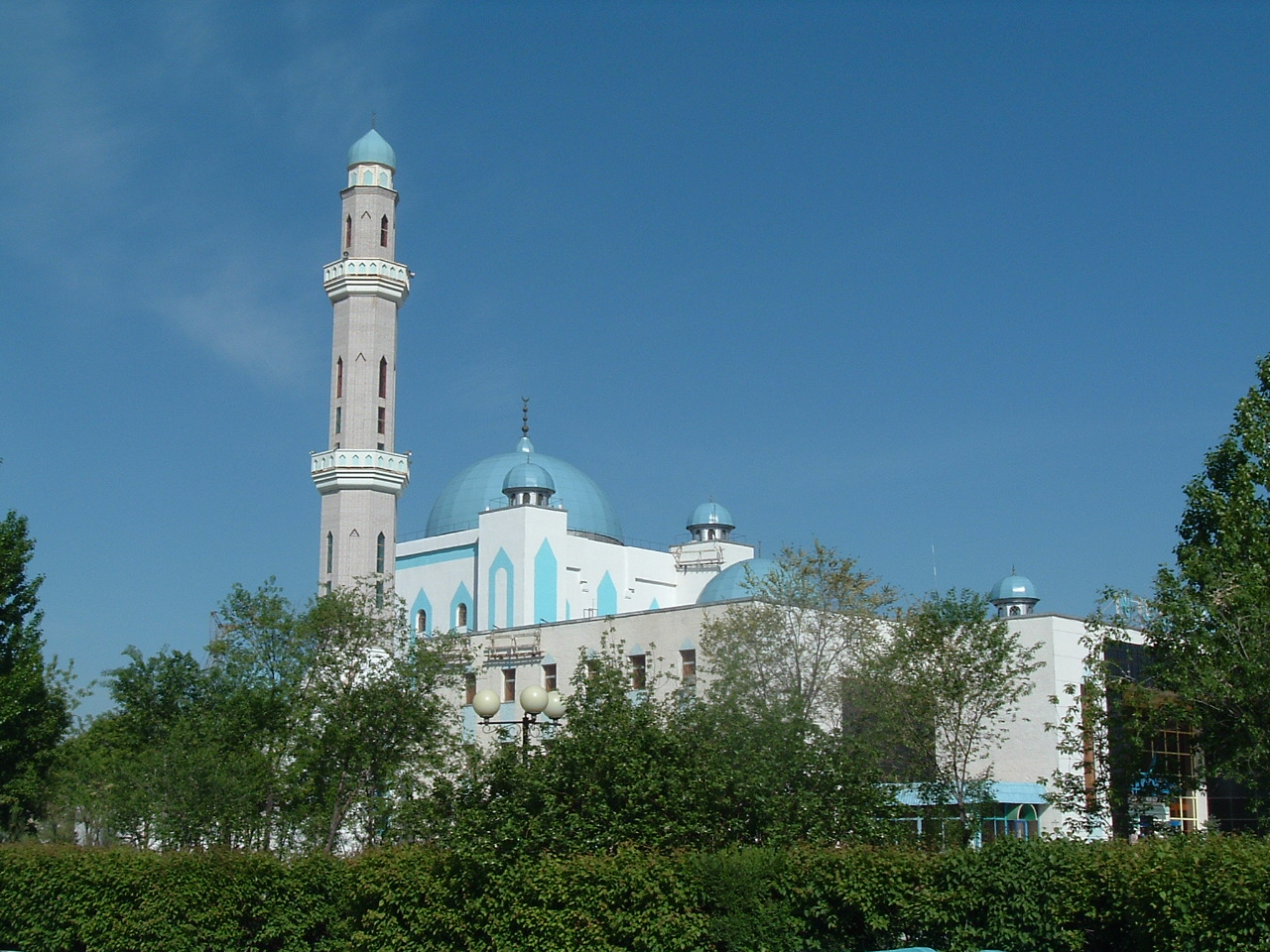
Die Nurdaulet-Moschee

### Bauwerke
Die zwei bekanntesten Bauwerke der Stadt sind die Nurgasyr-Moschee und die russisch-orthodoxe Nikolaus-Kathedrale. Beide wurden zwischen 2006 und 2008 im Stadtpark errichtet. Zum 140-jährigen Bestehen der Stadt wurde 2009 ein Boulevard eingeweiht, der die Nurgasyr-Moschee und die Nikolaus-Kathedrale miteinander verbindet. Eine weitere große Moschee ist die Nurdaulet-Moschee.

### Sport
Der FK Aqtöbe ist einer der erfolgreichsten Fußballvereine in Kasachstan und spielt seit der Unabhängigkeit des Landes in der Premjer-Liga, der höchsten Spielklasse in Kasachstan. In den Jahren 2005, 2007, 2008, 2009 und 2013 wurde der Verein kasachischer Meister. Seine Heimspiele trägt der Verein im Zentralstadion von Aqtöbe aus.

## Wirtschaft und Infrastruktur

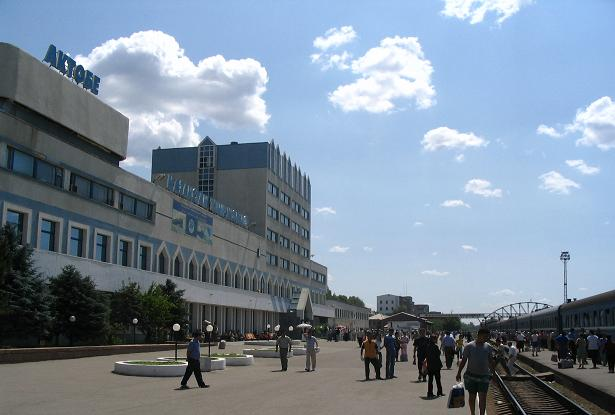
Der Bahnhof der Stadt

### Wirtschaft
Nach der Unabhängigkeit hat sich Aqtöbe zu einem Zentrum der Ölindustrie entwickelt. Aqtöbe ist das administrative Zentrum für ein halbes Dutzend kasachischer und internationaler Ölgesellschaften, die die Ölfelder in der Aqtöbe Oblast entwickeln. Hier hat sich unter anderem die China National Petroleum Corporation mit einem Tochterunternehmen niedergelassen. Auch Dienstleister haben sich inzwischen angesiedelt. Internationale Unternehmen wie Zenner International (weltweit tätiger Hersteller von Wasser- und Wärmezählern) sind in der Stadt ansässig. Das Unternehmen Kazchrome unterhält im Norden der Stadt ein Werk zur Verarbeitung von Chromit und zur Herstellung von Ferrolegierungen.
In Aqtöbe gibt es zwei große Einkaufszentren, das TRC Alatau und das MEGA Center Aqtöbe.

### Verkehr

#### Flughafen
Der internationale Flughafen der Stadt ist der Flughafen Aqtöbe (IATA-Code AKX, Lage 50° 14′ 45″ N, 57° 12′ 24″ O). Es werden von Aqtöbe aus Flugverbindungen nach Astana und Almaty in Kasachstan angeboten. Internationale Verbindungen gibt es in die russische Hauptstadt Moskau und nach Antalya.

#### Fernstraßen
Durch Aqtöbe verläuft die Fernstraße M32, die den Westen des Landes mit dem Süden verbindet. Die nach Atyrau zum Kaspischen Meer führende A27 beginnt in der Stadt. Auch die A24 sowie die A25, die nach Norden, zu der russischen Grenze führen, haben ihren Ursprung in Aqtöbe.

#### Eisenbahn
Der Bahnhof Aqtöbe befindet sich auf der wichtigen Eisenbahnstrecke (Trans-Aral-Eisenbahn), die vom russischen Orenburg zu der usbekischen Hauptstadt Taschkent führt.

### Bildung
Aqtöbe beheimatet die Staatliche Universität Aqtöbe, die Staatliche Medizinische Marat-Ospanov-Akademie, eine Pädagogische Hochschule und eine bedeutende Flugschule.

## Söhne und Töchter der Stadt
- Nikolai Kusnezow (1911–1995), sowjetischer Triebwerkskonstrukteur
- Raschid Neschmetdinow (1912–1974), sowjetischer Schach- und Damespieler
- Rosa Dschamanowa (1928–2013), sowjetische bzw. kasachische Sopranistin und Hochschullehrerin
- Wiktor Pazajew (1933–1971), sowjetischer Kosmonaut
- Wiktor Modsolewski (1943–2011), sowjetischer Fechter
- Olga Tschunakowa (* 1948), sowjetische bzw. russische Iranistin und Hochschullehrerin
- Marat Ospanow (1949–2000), Politiker
- Genia Chef (* 1954), deutsch-russischer Künstler
- Marat Täschin (* 1960), Außenminister
- Asqat Dauylbajew (* 1962), Jurist
- Waleri Ljukin (* 1966), sowjetischer Gerätturner und Olympiasieger
- Serik Schumangharin (* 1969), Politiker
- Mälik Myrsalin (* 1971), Politiker
- Galib Schafarow (* 1978), Boxer
- Tatjana Roslanowa (* 1980), Sprinterin
- Olga Schanibekowa (* 1986), Ringerin
- Juri Logwinenko (* 1988), Fußballspieler
- Dmitri Miroschnitschenko (* 1992), Fußballspieler
- Aidar Beqschanow (* 1993), Shorttracker
- Dimash Kudaibergen (* 1994), Sänger
- Sabina Altynbekowa (* 1996), Volleyballspielerin
- Igor Son (* 1998), Gewichtheber
- Jewgeni Fedorow (* 2000), Radrennfahrer
- Ädilet Sadybekow (* 2002), Fußballspieler
- Maxim Samorodow (* 2002), Fußballspieler